# Circuits continentaux de cyclisme 2006
Les Circuits continentaux sont des programmes d'épreuves de courses cyclistes sur routes mis en place par l'Union cycliste internationale en 2005. Ces calendriers viennent en complèment de celui du ProTour.

## Classements finals

### Europe Tour

#### Individuel
|    | Coureur              | Pays      | Équipe | Points |
| 1  | Niko Eeckhout        | Belgique  | JAC    | 709    |
| 2  | Danilo Hondo         | Allemagne | TLM    | 688    |
| 3  | Rinaldo Nocentini    | Italie    | ASA    | 582    |
| 4  | Sergey Kolesnikov    | Russie    | ODM    | 514    |
| 5  | Luca Mazzanti        | Italie    | PAN    | 491    |
| 6  | Baden Cooke          | Australie | UNI    | 454    |
| 7  | Alexander Khatuntsev | Russie    | ODM    | 451    |
| 8  | Andrea Tonti         | Italie    | ASA    | 441    |
| 9  | Ricardo Serrano      | Espagne   | KAI    | 379    |
| 10 | Ruslan Pidgornyy     | Ukraine   | TEN    | 358    |

#### Équipes
|   | Équipe                                  | Pays     | Points |
| 1 | Acqua Sapone - Caffe Mokambo            | Italie   | 1751   |
| 2 | Unibet.com                              | Belgique | 1665   |
| 3 | Omnibike Dynamo Moscou                  | Russie   | 1509   |
| 4 | Rabobank                                | Pays-Bas | 1489   |
| 5 | Chocolade Jacques - Topsport Vlaanderen | Belgique | 1475   |

#### Nations
|   | Pays      | Points  |
| 1 | Italie    | 3264    |
| 2 | Allemagne | 2485    |
| 3 | Belgique  | 2373    |
| 4 | Espagne   | 2368    |
| 5 | Russie    | 2277.32 |

### America Tour

#### Individuel
|    | Coureur                   | Pays             | Équipe | Points  |
| 1  | José Serpa                | Colombie         | CLM    | 313.945 |
| 2  | Gregorio Ladino           | Colombie         | TUA    | 208.66  |
| 3  | Andrei Sartassov          | Russie           | CLM    | 202.66  |
| 4  | Manuel Medina             | Venezuela        |        | 199.625 |
| 5  | Pedro Pablo Perez Marquez | Cuba             |        | 186     |
| 6  | Gregory Henderson         | Nouvelle-Zélande | HNM    | 180     |
| 7  | Libardo Niño              | Colombie         |        | 171.86  |
| 8  | Juan José Haedo           | Argentine        | TUT    | 167     |
| 9  | Fausto Esparza            | Mexique          | TUA    | 160.66  |
| 10 | Sergueï Lagoutine         | Ouzbékistan      | NIC    | 155     |

#### Équipes
|   | Équipe                                          | Pays       | Points |
| 1 | Selle Italia - Serramenti Diquigiovanni         | Colombie   | 689.44 |
| 2 | Tecos de la Universidad autonoma de Guadalajara | Mexique    | 566.96 |
| 3 | Navigators Insurance Cycling Team               | États-Unis | 390    |
| 4 | Toyota - United Pro Cycling Team                | États-Unis | 307    |
| 5 | Health Net presented by Maxxis                  | États-Unis | 299    |

#### Nations
|   | Pays       | Points   |
| 1 | Colombie   | 1606.375 |
| 2 | Brésil     | 1151     |
| 3 | Argentine  | 808.265  |
| 4 | Mexique    | 610.98   |
| 5 | États-Unis | 606.46   |

### Asia Tour

#### Individuel
|   | Coureur            | Pays     | Équipe | Points |
| 1 | Ghader Mizbani     | Iran     | GNT    | 434.32 |
| 2 | Hossein Askari     | Iran     | GNT    | 386.32 |
| 3 | Ahad Kazemi        | Iran     |        | 259.32 |
| 4 | David McCann       | Irlande  | GNT    | 228    |
| 5 | Maarten Tjallingii | Pays-Bas | SKS    | 189    |

#### Équipes
|   | Équipe                  | Pays           | Points  |
| 1 | Giant Asia Racing Team  | Taipei chinois | 1379.64 |
| 2 | Skil-Shimano            | Pays-Bas       | 397     |
| 3 | Relax-Gam               | Espagne        | 375     |
| 4 | Marco Polo Cycling Team | Chine          | 371     |
| 5 | Cycle Racing Vang       | Japon          | 308     |

#### Nations
|   | Pays        | Points  |
| 1 | Iran        | 1730.06 |
| 2 | Japon       | 849     |
| 3 | Kazakhstan  | 770     |
| 4 | Ouzbékistan | 433     |
| 5 | Hong Kong   | 288     |

### Africa Tour

#### Individuel
|   | Coureur              | Pays           | Équipe | Points |
| 1 | Jeremie Ouedraogo    | Burkina Faso   |        | 216    |
| 2 | Rupert Rheeder       | Afrique du Sud |        | 209    |
| 3 | Abdul Wahab Sawadogo | Burkina Faso   |        | 121    |
| 4 | Bakhtiyar Mamyrov    | Kazakhstan     |        | 101    |
| 5 | Pavel Nevdakh        | Kazakhstan     |        | 96     |

#### Équipes
|   | Équipe              | Pays           | Points |
| 1 | Cycling Team Capec  | Kazakhstan     | 130    |
| 2 | Team Konica Minolta | Afrique du Sud | 114    |
| 3 | Relax-Gam           | Espagne        | 86     |
| 4 | Barloworld          | Royaume-Uni    | 38     |
| 5 | Jartazi-7Mobile     | Belgique       | 24     |

#### Nations
|   | Pays           | Points |
| 1 | Afrique du Sud | 985    |
| 2 | Burkina Faso   | 536    |
| 3 | Égypte         | 172    |
| 4 | Zimbabwe       | 160    |
| 5 | Côte d'Ivoire  | 140    |

### Oceania Tour

#### Individuel
|   | Coureur                | Pays             | Équipe | Points |
| 1 | Gordon McCauley        | Nouvelle-Zélande | SLP    | 180.66 |
| 2 | Logan Dennis Hutchings | Nouvelle-Zélande |        | 105    |
| 3 | Clinton Avery          | Nouvelle-Zélande |        | 100    |
| 4 | Phillip Thuaux         | Australie        | DPC    | 78.2   |
| 5 | Dominique Perras       | Canada           | OSN    | 76.2   |

#### Équipes
|   | Équipe                                    | Pays       | Points |
| 1 | Successfulliving.com presented by Parkpre | États-Unis | 180.66 |
| 2 | Southaustralia.com - AIS                  | Australie  | 174.2  |
| 3 | Drapac Porsche                            | Australie  | 147.4  |
| 4 | Savings & Loans Cycling Team              | Australie  | 121    |
| 5 | Health Net presented by Maxxis            | États-Unis | 97.52  |

#### Nations
|   | Pays             | Points |
| 1 | Australie        | 1532.6 |
| 2 | Nouvelle-Zélande | 940.44 |